# Lyman Abbott
Lyman Abbot, född 18 december 1835 och död 22 oktober 1922, var en amerikansk präst inom kongregationalistkyrkan och författare.
Lyman Abbot var predikant vid The Plymouth Congregational Church i Brooklyn 1888-1899, utgivare av tidskriften The Outlook 1893-1922, och utövade ett stort inflytande i mera liberalt sinnade lekmannakretsar.